# Liana Ruokytė-Jonsson
Liana Ruokytė-Jonsson (ur. 10 maja 1966 w Kłajpedzie) – litewska działaczka kulturalna, dyplomata, tłumaczka i polityk, od 2016 do 2018 minister kultury.

## Życiorys
W latach 1987–1992 studiowała reżyserię w Litewskiej Akademii Muzyki i Teatru. Kształciła się również w zakresie aktorstwa i reżyserii w Berlinie, Rzymie i Sztokholmie. W 1994 na Uniwersytecie w Sztokholmie zdała egzamin z zakresu języka szwedzkiego. W latach 1987–1990 występowała jako aktorka teatralna w Kłajpedzie, a od 1994 do 1997 wchodziła w skład profesjonalnej grupy aktorskiej w Sztokholmie. Zajęła się również tłumaczeniami z języka litewskiego na język szwedzki. Od 1992 związana z litewską dyplomacją. Była zatrudniona w ambasadzie Litwy w Szwecji, od 1999 do 2008 pełniła funkcję attaché kulturalnego w tym kraju. Następnie zajmowała tożsame stanowisko w relacjach z Danią, Norwegią i Islandią. W 2012 została dyrektorem jednego z działów Litewskiego Centrum Filmowego.
13 grudnia 2016 w nowo utworzonym gabinecie Sauliusa Skvernelisa z rekomendacji Litewskiego Związku Rolników i Zielonych objęła stanowisko ministra kultury. Została odwołana z tej funkcji w grudniu 2018.